# 兵庫北関入船納帳
兵庫北関入船納帳（ひょうごきたせきいりふねのうちょう）は、室町時代に摂津国に存在していた兵庫北関の文安2年（1445年）1月から翌年1月までの1年余りの入船及び関銭賦課の記録である。
兵庫関は瀬戸内海を経由して京都方面に向かう船舶に対して関銭を徴収した。兵庫関は東大寺が支配する北関と興福寺が支配する南関に分かれており、兵庫北関入船納帳はこのうちの北関に関する記録である。北関では米に対しては積載重量の1%を「升米」、旅客や薪炭に対しては1隻あたり45文を「置石」と呼ばれる関銭を賦課し、そこから東大寺伽藍の修繕費用を捻出した。従来は東大寺外の人々が徴税を担当していたが、文安元年11月に東大寺の油倉玉叡による直務が行われ、升米と置石の納帳が東大寺に伝えられていたが、後に升米納帳は寺外に流出した。
戦後になって歴史学者の林屋辰三郎が自己の収集した古文献（燈心文庫）の中に文安2年3月から翌年1月までの升米納帳があるのを発見し、更に東京大学文学部に文安2年の1・2月分の升米納帳が、東大寺図書館に両期間にわたる置石納帳が存在することが確認された。林屋によるこれら3種の補修・翻刻作業を経て、1981年にその内容が公開された。
上から船籍地・積載品目及び数量・関料（関銭）及び納入日・船頭・船主（問丸・荷受人など）の順番に記載されている。1年間に1903隻が兵庫北関を通過し、うち100石以下の小型船が半数を占め、一方で1000石以上の大型船も4隻確認できる。
記載された積荷は主として塩（年間100,659石）・米（同24,880石）・木材 （同24,880石）などがあるが、他にも海産物や油、瀬戸内海沿岸を中心とした西国諸国の特産品の積載記録が載せられており、室町時代の流通の実態を示す貴重な資料となっている。このため、この納帳をテーマとした研究論文もいくつも出されており、今上天皇徳仁も親王時代に「兵庫北関入船納帳の一考察」（『交通史研究』第8号、1982年、交通史研究会）などを発表している。